# Клыков, Виктор Павлович
Ви́ктор Па́влович Клы́ков (15 [28] января 1917, Рыльск, Курская губерния — 6 октября 1941, Порховский район, Псковская область) — советский лётчик-истребитель во время Великой Отечественной войны, Герой Российской Федерации (30.06.1998, посмертно). Лейтенант (1940).

## Биография
Родился 15 (28) января 1917 год в городе Рыльске Курской губернии. Русский. В 1926 году поступил в школу первой ступени № 3, затем учился в школе-семилетке (ныне средняя школа № 1 им. Г. И. Шелихова города Рыльска). В 1933 году поступил в Рыльский сельскохозяйственный техникум. Был членом и активистом комсомола, за что в 1936 году награждён Грамотой ЦК ВЛКСМ.
В 1937 году окончил техникум, работал агрономом на Ивановской селекционной станции Ахтырского района Харьковской области, где ранее в период обучения в техникуме проходил производственную практику.
В августе 1937 года по специальному набору призван в Красную Армию. Зачислен курсантом в 9-ю военную школу лётчиков Харьковского военного округа, которую окончил в декабре 1938 года. После её окончания зачислен в Чугуевское военное авиационное училище. Овладел знаниями по теории полёта, материальной части самолётов и двигателей, освоил основы бомбометания, авиасвязи, метеорологии и парашютного дела, техникой пилотирования боевых машин. За период обучения совершил 523 вылета с общим налётом 90 часов. В выпускной аттестации, составленной лётчиком-инструктором лейтенантом Лихолетом, отмечено: «…Политически и морально устойчив. Бдителен. Умеет хранить военную тайну и хранит её. Дисциплинирован отлично. Программу летную усваивает медленно, но прочно. Летает отлично. В усложнившейся обстановке решение принимает быстрое и правильное. Летает смело и уверенно. Требователен к себе. Строевая и физическая подготовка отличная. Материальную часть мотора и самолета знает отлично, эксплуатирует её грамотно. Вполне достоин присвоения звания лейтенанта с использованием в истребительной авиации…». Окончил училище в 1939 году.
Лейтенант В. П. Клыков в 1939 году получил назначение на должность младшего лётчика в 19-й Краснознаменный истребительный авиационный полк ВВС Ленинградского военного округа. Полк базировался на аэродроме Горелово в Ленинградской области. 10 мая 1940 года переведён на должность пилота. С 1940 года состоял членом ВКП(б).
С началом Великой Отечественной войны полк передали в состав 3-й истребительной авиационной дивизии ВВС Северного фронта, а в начале июля он вошёл в состав формировавшегося 7-го истребительного авиационного корпуса ПВО на Северном фронте (с 23.08.1941 — Ленинградский фронт). Имея к началу войны 85 экипажей, полк защищал небо Ленинграда с первых дней Великой Отечественной войны. В воздушных боях на ленинградском направлении летом 1941 года лётчиками полка было сбито 63 и повреждено 13 самолётов противника, ещё до 40 самолётов удалось уничтожить штурмовыми действиями на аэродромах врага.
Пилот 3-й эскадрильи полка лейтенант В. П. Клыков неоднократно проявил героизм в этих тяжёлых боях. Так, он отличился в воздушном бою 20 июля 1941 года в районе Красногвардейск — Волосово. На высоте он заметил самолёт противника и ринулся на него, сбив с первой атаки. Сразу произвел атаку другой самолёт противника, после которой самолёт Клыкова Як-1 резко затрясло, а на левой плоскости появился дым. Клыков, видя, что противник впереди его заходит на высоту, врезался в него и протаранил, сам выпрыгнул на парашюте. Это был его 28-й боевой вылет и первый воздушный бой. 21 июля 1941 года в вечерней сводке Совинформбюро сообщалось: «Немецкая авиация дважды пыталась совершить налет на Ленинград… при первой попытке немцы потеряли в воздушном бою 11 самолетов, при второй — 8… При отражении налета отличился летчик Клыков, сбивший три самолета, в том числе один таранил…». Но по донесению комиссара полка об этом бое, Виктором Клыковым было сбито 2 самолёта — 1 пулемётным огнём и 1 тараном, то есть в сообщении Совинформбюро число сбитых Клыковым самолётов было завышено с 2 до 3-х.
О кульминации воздушного поединка лейтенант Клыков позднее рассказал корреспонденту газеты «Ленинградская правда» следующее: «…мне было крайне досадно, что, имея достаточный запас патронов, я не успел сбить врага. Моя машина была в огне. Её уже ничто не могло спасти. Тогда у меня созрело решение — догнать противника на горящем самолете и врезаться ему в хвост. Быстро отстегнул ремни. Пробив облачность, я нагнал вражеский истребитель, подстроился сзади и винтом рубанул по хвостовому оперению. „Мессершмитт“ камнем полетел вниз. От сильного удара меня выбросило из кабины горящего самолёта, но, теряя сознания, я успел выдернуть кольцо парашюта. Меня нашли колхозники, привели в чувство и отправили в железнодорожную больницу…»
После выздоровления 24-летний лётчик продолжал успешно выполнять задания командования. По воспоминаниям фронтовых друзей и командиров Виктор Клыков уничтожил ещё один немецкий истребитель. Но 14 сентября 1941 года его самолет был сбит в воздушном бою. Получившего ранение офицера вывезли на лечение в Куйбышев. За две недели он вылечился и снова отправился на фронт.
С сентября 1941 года лейтенант В. П. Клыков продолжил службу в составе 44-го истребительного авиаполка ПВО того же 7-го истребительного авиационного корпуса ПВО. С 1 по 5 октября 1941 года лётчики 44-го ИАП вели разведку войск противника, осуществляли прикрытие своих войск, вылетали на перехват вражеских самолетов, прикрывали Кронштадт, произвели 50 самолетовылетов. Сбитых самолетов противника и своих потерь не имелось.
6 октября 1941 года В. П. Клыков не вернулся с боевого задания. В этот день в журнале боевых действий полка появилась запись: «13.40. Производя разведку войск противника тремя самолетами ЛАГГ-3, ведомый лейтенант Клыков в районе Колпино отстал и на аэродром не вернулся». Изложенная информация была продублирована в оперативной сводке № 0211 штаба 7-го ИАК, составленной на 24.00: «13.40-14.10. Вылетевший на разведку в составе звена ЛАГГ-3 под командованием лейтенанта Гапонова летчик 44-го ИАП лейтенант Клыков на маршруте отстал от группы и на аэродром не возвратился…»
Это обстоятельство не позволило дать ход ходатайству, подготовленному командованием 19-го Краснознаменного истребительного полка, о присвоении Виктору Клыкову звания Героя Советского Союза. Наградной лист был подписан командиром полка майором А. Г. Ткаченко и военным комиссаром В. А. Наумовым. Ходатайство поддержал командир 7-го ИАК ПВО Герой Советского Союза полковник С. П. Данилов. Но пока наградные документы проходили согласование, лейтенант Клыков оказался в числе «пропавших без вести», что означало исключение из списков военнослужащих, представленных к наградам.

## Установление судьбы лётчика
После войны родственники неоднократно пытались установить судьбу не вернувшегося с фронта офицера. Особенно активно включилась в поиск его сестра Тамара Павловна. Учащиеся средней школы деревни Верхний Мост Порховского района Псковской области под руководством Л. Л. Жуковской нашли свидетеля последнего боя лётчика — местного жителя Николая Васильевича Прокофьева. От него стало известно, что два немецких истребителя подбили самолёт Клыкова, и он потерпел крушение недалеко от населённого пункта Доброе Поле. В 1969 году место падения самолёта было найдено и останки лётчика были похоронены.
В 1989 году поисковый отряд школы произвел перезахоронение останков погибшего лётчика. В селе Верхний Мост находится братская могила, в которой похоронено более двухсот советских воинов. Там же установлено мраморное надгробие, свидетельствующее о том, что под ним покоится прах летчика лейтенанта В. П. Клыкова. Благодаря общим усилиям людей, занимавшихся поиском обстоятельств гибели лётчика, приказом Главного управления кадров Министерства обороны СССР от 8 апреля 1969 года № 18 в приказ ГУФ КА № 0113 от 26.04.1942 г. была внесена поправка, уточняющая судьбу В. П. Клыкова: «погиб при выполнении боевого задания», вместо слов «пропал без вести».
В 1998 году перезахоронен на церковном кладбище Церкви Николы при въезде в село Верхний Мост.
Несколько лет в поисковой работе участвовал рыльский журналист Н. И. Форостиной. Он выступал в прессе с публикациями, сделал ряд запросов и обращений в самые различные организации: военкоматы, командование ВВС России. Обращался к депутатам Государственной Думы, Министру обороны РФ, Президенту Российской Федерации.
30 июня 1998 года Президент Российской Федерации Б. Н. Ельцин подписал Указ № 749 о присвоении звания Героя Российской Федерации лейтенанту Клыкову Виктору Павловичу (посмертно) «за мужество и героизм, проявленные в Великой Отечественной войне 1941—1945 годов». В соответствии с распоряжением губернатора Курской области А. В. Руцкого медаль «Золотая Звезда» Героя России В. П. Клыкова и документы к ней были переданы на хранение Рыльскому краеведческому музею.

## Память
- В Рыльском краеведческом музее оформлена экспозиция, посвященная Герою России В. П. Клыкову.
- На здании средней школы № 1 им. Г. И. Шелихова в Рыльске и на здании Рыльского агроколледжа, где учился будущий Герой, в мае 1999 года открыты мемориальные доски[24].